# Палочкинское сельское поселение
Палочкинское се́льское поселе́ние — муниципальное образование в Верхнекетском районе Томской области Российской Федерации.
Административный центр — село Палочка.

## История
Статус и границы сельского поселения установлены Законом Томской области от 10 сентября 2004 года № 199-ОЗ О наделении статусом муниципального района, поселения (городского, сельского) и установлении границ муниципальных образований на территории Верхнекетского района.

## Население
| 2002 | 2010 | 2012 | 2013 | 2014 | 2015 | 2016 |
| ---- | ---- | ---- | ---- | ---- | ---- | ---- |
| 470  | ↘374 | ↘355 | ↘340 | ↘329 | ↘306 | ↗308 |
| 2017 | 2018 | 2019 | 2020 | 2021 |      |      |
| ↘297 | ↘272 | ↘260 | ↘256 | ↘221 |      |      |

## Состав сельского поселения
| № | Населённый пункт | Тип населённого пункта       | Население |
| - | ---------------- | ---------------------------- | --------- |
| 1 | Палочка          | село, административный центр | ↘204      |
| 2 | Рыбинск          | посёлок                      | ↘11       |
| 3 | Тайное           | деревня                      | ↘6        |

## Местное самоуправление
Глава поселения — Владимир Михайлович Кузенков.